# Simon Fișel
Simon Fișel (n. 13 mai 1921, Hârlău, România – d. 24 aprilie 2007, Israel) a fost un chimist, profesor universitar și cercetător, cunoscut în special pentru implementarea metodelor moderne în chimia analitică din România.

## Educație
Simon Fișel a urmat studiile liceale în Botoșani, continuând studiile universitare la Facultatea de Chimie, Universitatea „Alexandru Ioan Cuza” din Iași. În 1955 obține titlul de Doctor în chimie la aceeași universitate cu o temă referitoare la analiza chimică a combinațiilor complexe (profesor coordonator: academician Radu Cernătescu).

## Activitate profesională
Simon Fișel și-a început cariera ca cercetător la Institutul de Chimie „Petru Poni” din Iași (1945) iar din 1949 a devenit cadru didactic în cadrul Facultății de Chimie, Universitatea „Alexandru Ioan Cuza”. După o perioadă în care a funcționat în ambele instituții, în 1964 a devenit titular la Facultatea de Chimie, Universitatea „Alexandru Ioan Cuza”. A obținut titlul de Doctor docent în 1970. 
Rodul muncii sale s-a concretizat în peste 200 de lucrări științifice de chimia analitică (cromatografie, analiză de urme, polarografie, spectrofotometrie, analiză termică, extracție cu solvenți, schimb ionic etc). De asemenea, a fost coautor a cinci cărți și manuale pentru studenți și coordonator a peste 50 contracte de cercetare.
A fost printre primii specialiști din România care au structurat Chimia analitică modernă în baza  analizae instrumentală, rupând linia laboratorului de chimie tributar metodelor analitice specifice secolului al XIX-lea. 
În 1984 s-a repatriat în Israel, împreună cu familia. Deși pensionat, a continuat să lucreze ca expert în diferite întreprinderi farmaceutice, până la sfârșitul vieții.

## Lucrări reprezentative (selecție)
- Paper chromatography of potassium, rubidium and cæsium. Nature 181 (1958) 1618-1619[5]
- Concentration and separation with microbiological collectors. Niobium and tantalum separation with Escherichia coli. Lucr. Conf. Nat. Chim. Anal. 4 (1971) 425-430[6]
- Fișel, S., Bold, A., Mocanu, R., Sârghie, I. Chimie analitică cantitativă: Gravimetrie. Ed. Didactică și Pedagogică, București, 1973[2]
- Sorption and Separation of Al(III), Ga(III), In(III), and Tl(III) from hydrochloric acid-water-methanol and hydrochloric acid-water-ethanol mixtures on P-cellulose ion-exchanger. Mikrochim. Acta 62 (1974) 985-990[7]
- Concentration of radioactive Co2+, Fe3+ and Zn2+ ions with microbiological collectors. J. Radioanal. Chem. 27 (1975) 83-88[8]
- Sorption of 204Tl(III) from hydrochloric acid-water-organic solvent mixtures on deae-cellulose. J. Radioanal. Chem. 27 (1975) 89-94[9]
- Enrichment of radioactive Cs+, Ca2+ and Tl+ ions with microbiological collectors. J. Radioanal. Chem. 34 (1976) 285-289[10]
- Pd(II) and Au(III) sorption on 4-(benzylcellulose)-phenyl- thiocarbamoylamine. J. Radioanal. Chem. 47 (1978) 99-102[11]
- Co(II) and Ni(II) concentration, and Co(II) purification with microbiological collectors (Saccharomyces cerevisiae). Sep. Sci. Technol. 13 (1978) 835-842[12]
- Some considerations on the sorption mechanism of Al3+ on cellulose phosphate. Rev. Roum. Chim. 25 (1980) 1405-1410[13]
- Co(II) and Ni(II) sorption on p-(benzylcellulose)-5-azo-8-hydroxy-quinoline. Buletinul Inst. Politehnic Iași 27 (1981) 25-33[14]
- 2-methionine phenothiazine derivatives with antibacterial action. Rev. Med. Chir. Soc. Med. Nat. Iași 86 (1982) 475-479[15]